# Црква Свете Тројице у Вољевцима
Црква Свете Тројице у Вољевцима, насељеном месту на територији општине Мали зворник, подигнута је на месту раније цркве брвнаре истог посвећења. По предању црква је подигнута на месту некадашњег гробља, од којег до данас нема трагова. Црква слави Треће Тројице.
Првобитна црква брвнара је подигнута 1940. године и постајала је до подизања данашњег храма 1989. године, који је зидан од тврдог материјала. Исте године када је подигнута, цркву је освештао Епископ шабачко ваљевски Лаврентије.